# Сурдина
Сурдината или сурдинка е музикален аксесоар, който служи за промяна на тембъра и/или силата на звука на музикален инструмент.
Използването на сурдина се обозначава на музикалните партитури с нотацията con sordino, а senza sordino означава че трябва да се свири без сурдина. В някои партитури се използват и английските изрази with mute и съответно without mute.

## Сурдини за струнни инструменти
Сурдината за струнни инструменти се поставя на магарето (бриджа).
- Сурдина за цигулка
- Метална сурдина за цигулка
- Сурдина за виолончело

## Сурдини за духови инструменти
- Тромпет с хартиена сурдина и три вида сурдини
- Сурдина Wah-Wah

## Пиано
Използването на левия педал на пианото може да се разглежда като имащо ефекта на сурдината при този инструмент.